# Matilde di Courtenay
Matilde di Courtenay (1255 circa – 1301 o 1305) fu contessa di Chieti.

## Biografia
Fu l'unica figlia nata, probabilmente nel 1255, dall'unione di Rodolfo di Courtenay, signore di Illiers, con Alice di Montfort, che forse morì nel darla alla luce.
Suo padre, sceso in Italia al seguito di Carlo d'Angiò, era stato creato nel 1268 conte di Chieti e morì nel 1270, lasciandola come unica erede dei suoi possedimenti.
Carlo d'Angiò, re di Sicilia, riconobbe i diritti di Matilde all'eredità paterna, le assegnò una rendita annua di 400 once d'oro e le manifestò la sua benevolenza in diverse occasioni: protesse i suoi possedimenti dalle devastazioni della contessa di Manoppello e di Oderisio de Sangro, intervenne a suo favore nelle controversie tra lei e il giustiziere d'Abruzzo, i suoi vassalli, gli abitanti di Lanciano.
Sempre grazie alla mediazione di Carlo d'Angiò, Matilde sposò, non prima del 1284, Filippo di Dampierre: per l'occasione, il re le concesse diversi feudi, tra cui quello di Vicalvi.
I suoi privilegi furono confermati dal nuovo re, Carlo II, che aumentò anche le sue rendite.
Morì nel 1301 o nel 1305.

## Ascendenza
|                       |                       |                          | Genitori                  |  |  | Nonni |  |  | Bisnonni              |  |  | Trisnonni           |  |
|                       |                       |                          |                           |  |  |       |  |  | Pietro I di Courtenay |  |  | Luigi VI di Francia |  |
|                       |                       |                          |                           |  |  |       |  |  | Pietro I di Courtenay |  |  | Luigi VI di Francia |  |
|                       |                       | Adelaide di Savoia       |                           |  |  |       |  |  | Pietro I di Courtenay |  |  |                     |  |
| Roberto di Courtenay  |                       |                          |                           |  |  |       |  |  | Pietro I di Courtenay |  |  |                     |  |
|                       |                       | Elisabetta di Courtenay  | Rinaldo di Courtenay      |  |  |       |  |  |                       |  |  |                     |  |
|                       |                       | Elisabetta di Courtenay  | Rinaldo di Courtenay      |  |  |       |  |  |                       |  |  |                     |  |
|                       |                       | Elisabetta di Courtenay  | Helvise de Donjon         |  |  |       |  |  |                       |  |  |                     |  |
| Rodolfo di Courtenay  |                       | Elisabetta di Courtenay  |                           |  |  |       |  |  |                       |  |  |                     |  |
|                       |                       | Filippo di Mehun         | …                         |  |  |       |  |  |                       |  |  |                     |  |
|                       |                       | Filippo di Mehun         | …                         |  |  |       |  |  |                       |  |  |                     |  |
|                       |                       | Filippo di Mehun         | …                         |  |  |       |  |  |                       |  |  |                     |  |
| Matilde di Mehun      |                       | Filippo di Mehun         |                           |  |  |       |  |  |                       |  |  |                     |  |
|                       |                       | …                        | …                         |  |  |       |  |  |                       |  |  |                     |  |
|                       |                       | …                        | …                         |  |  |       |  |  |                       |  |  |                     |  |
|                       |                       | …                        | …                         |  |  |       |  |  |                       |  |  |                     |  |
| Matilde di Courtenay  |                       | …                        |                           |  |  |       |  |  |                       |  |  |                     |  |
|                       | Simone IV di Montfort | Simone di Montfort       |                           |  |  |       |  |  |                       |  |  |                     |  |
|                       | Simone IV di Montfort | Simone di Montfort       |                           |  |  |       |  |  |                       |  |  |                     |  |
|                       | Simone IV di Montfort | Amicia di Leicester      |                           |  |  |       |  |  |                       |  |  |                     |  |
| Guido di Montfort     | Simone IV di Montfort |                          |                           |  |  |       |  |  |                       |  |  |                     |  |
|                       |                       | Alice di Montmorency     | Burcardo V di Montmorency |  |  |       |  |  |                       |  |  |                     |  |
|                       |                       | Alice di Montmorency     | Burcardo V di Montmorency |  |  |       |  |  |                       |  |  |                     |  |
|                       |                       | Alice di Montmorency     | Lorenza di Hainaut        |  |  |       |  |  |                       |  |  |                     |  |
| Alice di Montfort     |                       | Alice di Montmorency     |                           |  |  |       |  |  |                       |  |  |                     |  |
|                       |                       | Bernardo IV di Comminges | Bernardo III di Comminges |  |  |       |  |  |                       |  |  |                     |  |
|                       |                       | Bernardo IV di Comminges | Bernardo III di Comminges |  |  |       |  |  |                       |  |  |                     |  |
|                       |                       | Bernardo IV di Comminges | Lorenza di Tolosa         |  |  |       |  |  |                       |  |  |                     |  |
| Petronilla di Bigorre |                       | Bernardo IV di Comminges |                           |  |  |       |  |  |                       |  |  |                     |  |
|                       |                       | Beatrice III di Bigorre  | Centullo III di Bigorre   |  |  |       |  |  |                       |  |  |                     |  |
|                       |                       | Beatrice III di Bigorre  | Centullo III di Bigorre   |  |  |       |  |  |                       |  |  |                     |  |
|                       |                       | Beatrice III di Bigorre  | Matella di Baux           |  |  |       |  |  |                       |  |  |                     |  |
|                       |                       | Beatrice III di Bigorre  |                           |  |  |       |  |  |                       |  |  |                     |  |